# Ciepielewo
Ciepielewo is een plaats in het Poolse district  Makowski, woiwodschap Mazovië. De plaats maakt deel uit van de gemeente Szelków en telt 226 inwoners.